# Orlenbach

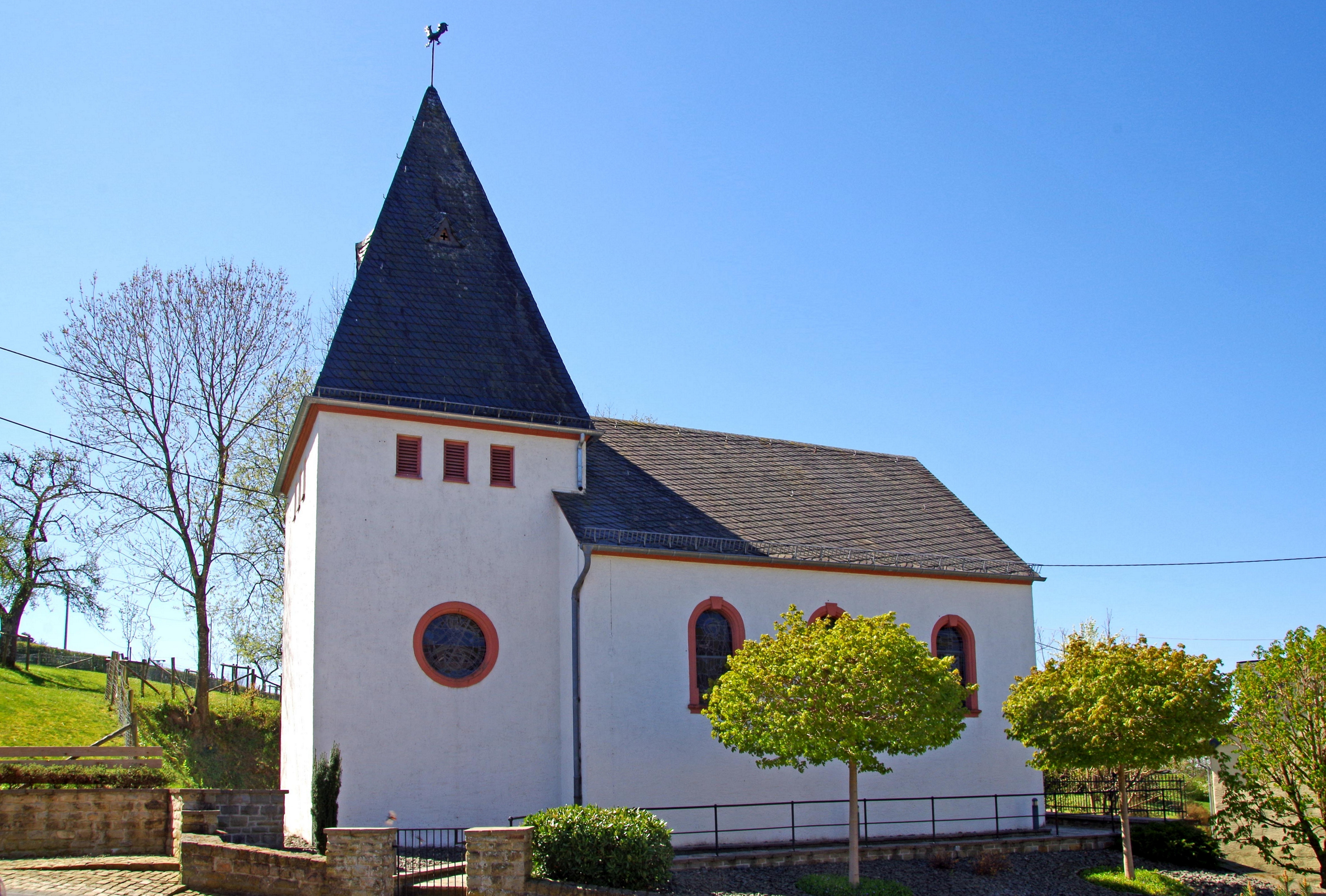
St. Walburga, Nordseite

Orlenbach ist eine Ortsgemeinde im Eifelkreis Bitburg-Prüm in Rheinland-Pfalz. Sie gehört der Verbandsgemeinde Prüm an.

## Geographische Lage
Die beiden Ortsteile Orlenbach und Schloßheck liegen am südlichen Rand der Prümer Kalkmulde und südlich von Prüm an der A 60. Während der Ortsteil Orlenbach am Übergang der Straße nach Matzerath über den Lünebach liegt, befindet sich Schloßheck nahe der Autobahnausfahrt Prüm an der L 16 nach Pronsfeld, wobei die Gemeindegrenze durch Schloßheck verläuft und dessen westlicher Teil somit zu Pronsfeld gehört. Die höchste Erhebung ist ein Waldrücken nördlich des Ortsteils Orlenbach mit 551 m ü. NHN.

## Geschichte

### Bodenfunde
Brandgräber, die im Wald „Debertshecke“ nördlich von Orlenbach gefunden und 1930 vom Rheinischen Landesmuseum Trier untersucht wurden, weisen auf eine erste Besiedlung in der Spätlatènezeit (5. bis 1. Jahrhundert v. Chr.) hin. Wenig südöstlich der Brandgräber wurden zudem drei Hügelgräber entdeckt, die 1954 unautorisiert untersucht wurden. Hierbei fand man eine Terra-Nigra Schale sowie einen Nagel. Im Flurstück Steinchen wurden 1990 Reste römischer Keramik gefunden, die eine kleine römische Siedlungsstelle vermuten lassen.

### Urkunden
Schloßheck, der größere Ortsteil von Orlenbach, wird erstmals in einer Urkunde von 1516 erwähnt. Das namensgebende Orlenbach ist zwischen 1544 und 1621 in der Beschreibung des Bannes Oberlauch beurkundet.

### Territoriale Zugehörigkeit
Bis Ende des 18. Jahrhunderts gehörte Orlenbach zur gemeinschaftlichen luxemburgischen Meierei bzw. zum kurtrierischen Hof Pronsfeld.
Im Zusammenhang mit dem Ersten Koalitionskrieg kam die Region 1794 unter französische Verwaltung und gehörte von 1798 an zum Kanton Arzfeld im Département Forêts.
Nachdem wesentliche Teile des Rheinlands im Jahre 1815 aufgrund der auf dem Wiener Kongress geschlossenen Verträge an das Königreich Preußen gekommen waren, gehörte Orlenbach zur Bürgermeisterei Pronsfeld in dem 1816 neu geschaffenen Kreis Prüm.

### Einwohnerentwicklung
Die Entwicklung der Einwohnerzahl von Orlenbach, die Werte von 1871 bis 1987 beruhen auf Volkszählungen:
| Jahr | Einwohner |
| ---- | --------- |
| 1815 | 25        |
| 1835 | 27        |
| 1871 | 68        |
| 1905 | 103       |
| 1939 | 99        |
| 1950 | 112       |
| 1961 | 91        |

| Jahr | Einwohner |
| ---- | --------- |
| 1970 | 109       |
| 1987 | 151       |
| 1997 | 158       |
| 2005 | 219       |
| 2011 | 200       |
| 2017 | 217       |
| 2023 | 250       |

## Politik

### Bürgermeister
Matthias Maas ist seit 2004 Ortsbürgermeister von Orlenbach.

### Wappen
Das Wappen wurde vom Heraldiker Christian Credner aus Lambertsberg gestaltet.

## Sehenswürdigkeiten

### Kulturdenkmäler
Die Walburgiskirche wurde 1743 errichtet und 1960 nach Kriegsschäden wieder aufgebaut, ein bauzeitlicher Säulenaltar zeigt den Hl. Peregrinus.
Siehe auch: Liste der Kulturdenkmäler in Orlenbach

### Naturdenkmäler
- Am südlichen Ortsausgang in Richtung Matzerath steht eine als Naturdenkmal ausgewiesene alte Eiche.